# Viktor Axelsen
Viktor Lundager Axelsen (født 4. januar 1994 i Odense) er en dansk badmintonspiller, som har vundet OL-guld (2021, 2024), VM-guld (2017, 2022), EM-guld (2016, 2018) og OL-bronze (2016) i herresingle. Viktor Axelsen var desuden med på det danske hold, der vandt guld i Thomas Cup i 2016. I 2017, 2021 og 2024 blev han kåret til Årets Sportsnavn.

## Karriere

### 2010-2015: Tidlig karriere
Viktor Axelsen viste tidligt talent for badminton, da han som 16-årig i 2010 blev U/19-verdensmester i single som den første europæer nogensinde. Senere på året vandt han sin første seniorturnering i Cypern International, og han deltog i sin første Super Series-turnering, da han kom gennem kvalifikationskampene i Denmark Open. Her tabte han i anden runde til den senere turneringsvinder Jan Ø. Jørgensen. Efter disse præstationer blev han sidst på året valgt som årets komet i Danmarks Badminton Forbund og Årets Fund i dansk idræt.
Han vandt Copenhagen Masters i 2013 med en sejr over Lee Hyun-il.

### 2016-2021: OL i Rio, verdensmesterskaberne
Ved OL i Rio de Janeiro (2016) vandt Axelsen en bronzemedalje, da han i tre sæt besejrede den dobbelte olympiske mester Lin Dan fra Kina.
Viktor Axelsen vandt Dubai World Superseries Finals (2016) samt verdensmesterskabet i badminton i herresingle i 2017, hvor han i finalen igen besejrede Lin Dan. Det var blot tredje gang, at en dansker vandt VM-titlen i herresingle (efter Flemming Delfs i 1977 og Peter Rasmussen i 1997). Fire uger efter at have sikret VM-titlen vandt Viktor Axelsen Japan Open med en finalesejr i tre sæt over Lee Chong Wei fra Malaysia. Han fulgte dermed i fodsporene på Morten Frost (1984 og 1990), Peter Rasmussen (1997) og Peter Gade (1998 og 1999) som vinder af denne turnering. Med semifinalesejren i Japan Open sikrede han sig tilmed førstepladsen på verdensranglisten.
I 2020 vandt Axelsen den prestigefyldte All England-turnering efter finalesejr over taiwaneren Chou Tien Chen med 21-13, 21-14. Han blev den første danske vinder af den turnering i herresingle siden Peter Gade, der sejrede i 1999.
Viktor Axelsen vandt i finalen, ved OL 2020 i Tokyo, over kineseren Chen Long, og sikrede sig derved sin første guldmedalje ved OL. Han vandt 21-12, 21-15.  
I 2021 flyttede Axelsen med sin familie til Dubai, hvorved han ikke længere kunne træne med den resterende del af de danske elitespillere. Han havde indtil da den tidligere topspiller, Kenneth Jonassen, som træner, men i Dubai er det primært hans svigerfar, Henrik Rohde, der er hans træner.

### 2022-nu: VM- og OL-guld igen
Uden at afgive et eneste sæt vandt Axelsen VM i Tokyo 2022 efter finalesejr over thailænderen Kunlavut Vitidsarn med cifrene 21-6, 21-15.
Året efter måtte han skuffende se sig besejret i kvartfinalen, da VM fandt sted i København. Ved OL 2024 i Paris spillede Axelsen sig i finalen uden af afgive sæt undervejs, og i finalen, hvor han mødte Kunlavut Vitidsarn fra Thailand, var han helt suverænt og vandt sin anden OL-guldmedalje med cifrene 21-11, 21-11. Med de to OL-guld og én -bronze blev han dermed den mest vindende herresinglespiller i OL-historien.

## Hæderspriser
Ved DR's sportsshow Sport 2017 blev Axelsen kåret som Årets sportsnavn og vandt B.T. Guld samt Årets jubelscene.

## Privat
Axelsen taler flydende mandarin, som han begyndte at lære i 2014.
Han er kærester med badmintonspiller Natalia Koch Rohde, og parret fik datteren Vega den 15. oktober 2020.  Den 7. oktober 2022 blev han far til sin anden datter, Aya Rohde Axelsen.